# Inverno al parco
Inverno al parco è un dipinto di Giorgina Bertolucci di Vecchio. Eseguito verso il 1953, appartiene alle collezioni d'arte della Fondazione Cariplo.

## Descrizione
Si tratta di uno scorcio dove il soggetto scolastico è letto con attenzione agli effetti cromatici e tonali, freddi e sobri. Il dipinto venne esposto a una personale della pittrice alla galleria Gussoni di Milano, e in quell'occasione fu acquistato dalla Fondazione Cariplo.